# Leopold Kupelwieser

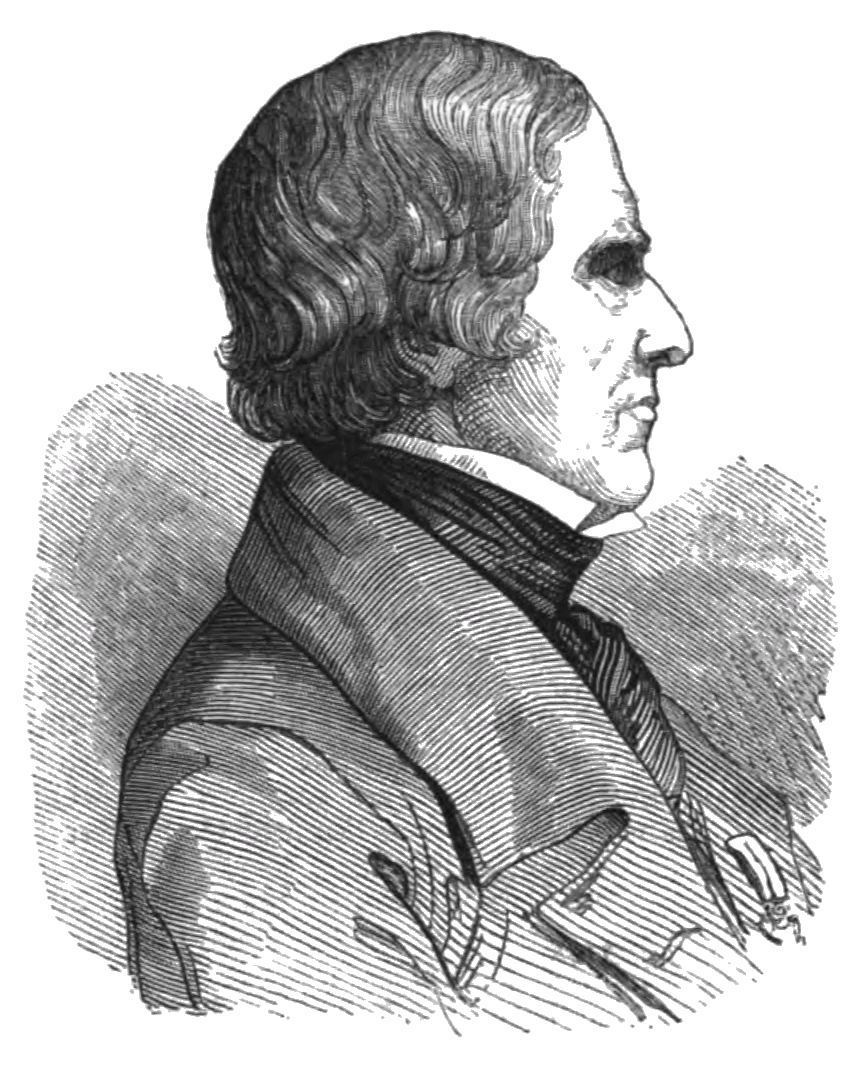
Professor Leopold Kupelwieser (Oesterreichische Illustrirte Zeitung, 1851)

Altarbild von Leopold Kupelwieser in einer Kirche in Pécs (Ungarn)

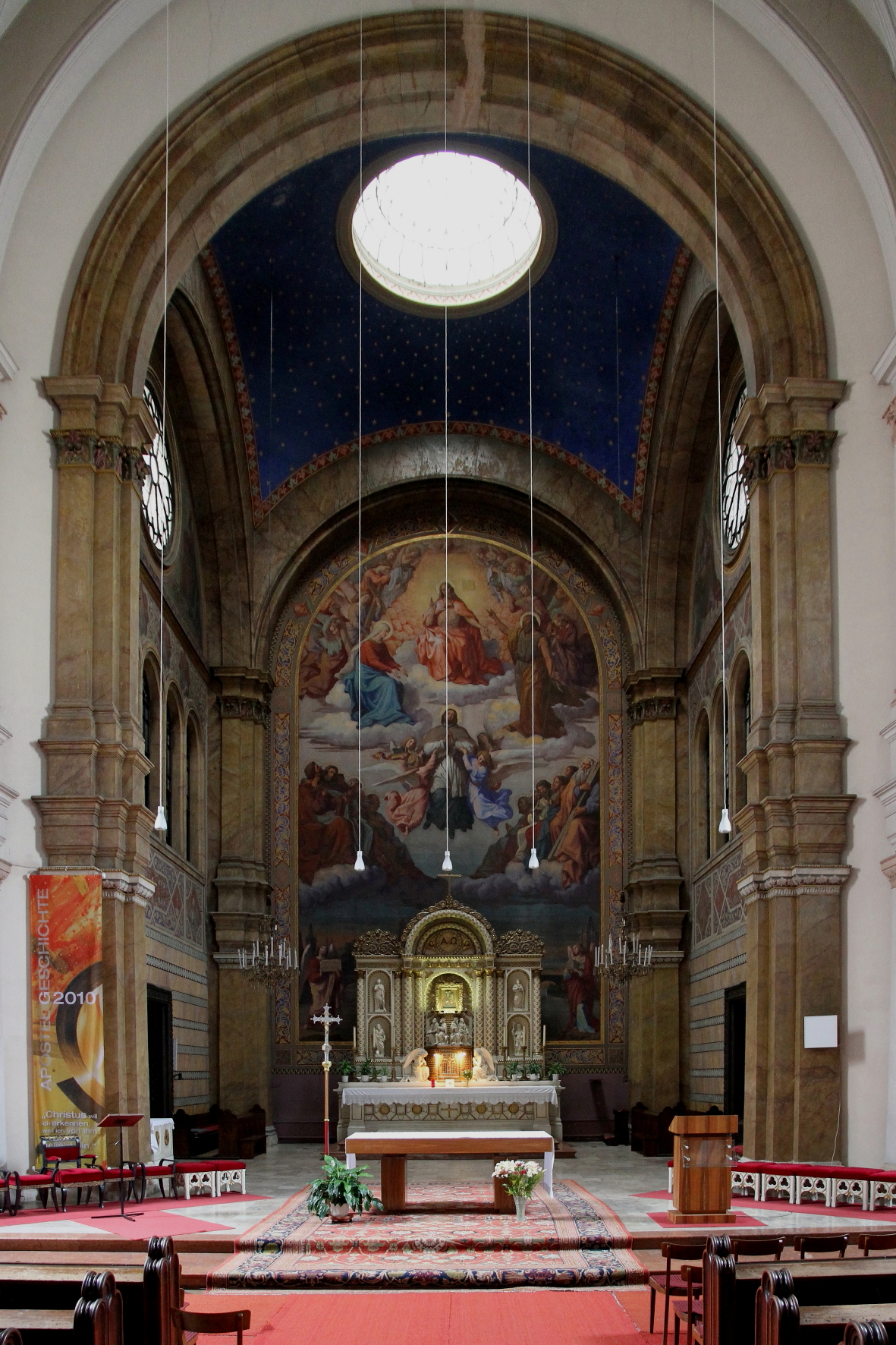
Altarwandfresko von Leopold Kupelwieser in der Nepomukkirche in Wien

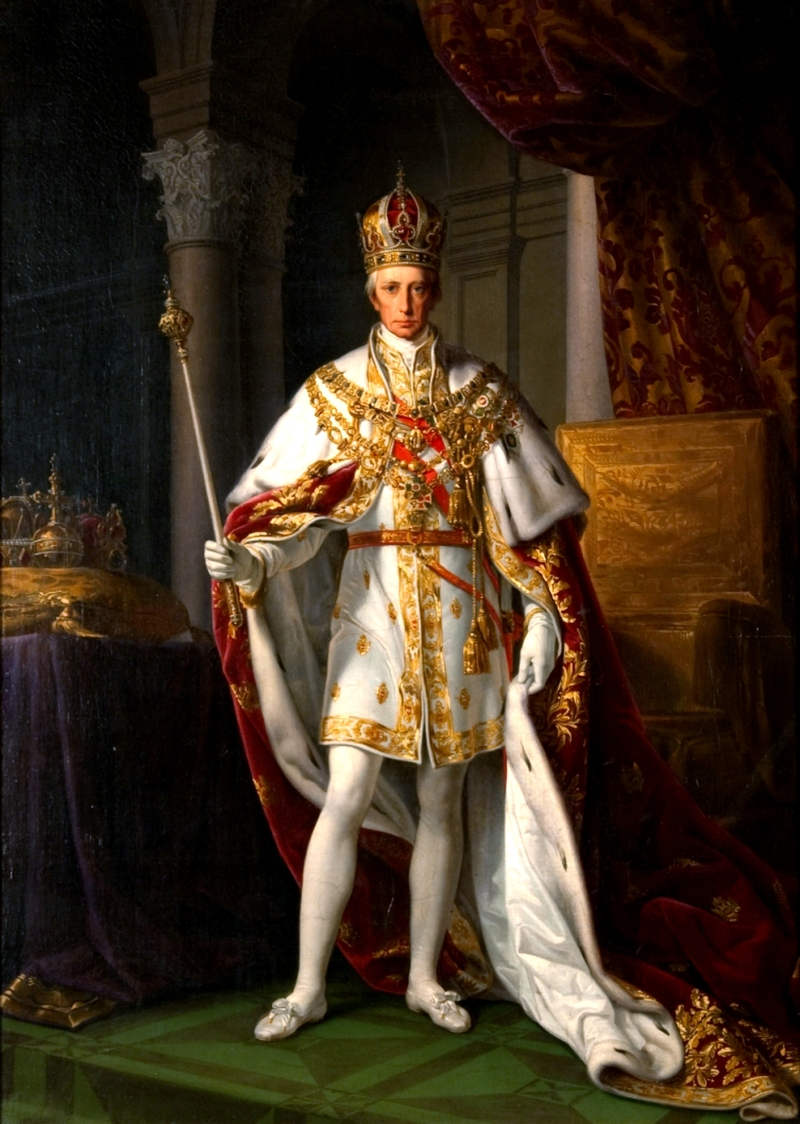
Porträt Kaiser Franz I. von Österreich im Krönungsornat (um 1830, HGM).

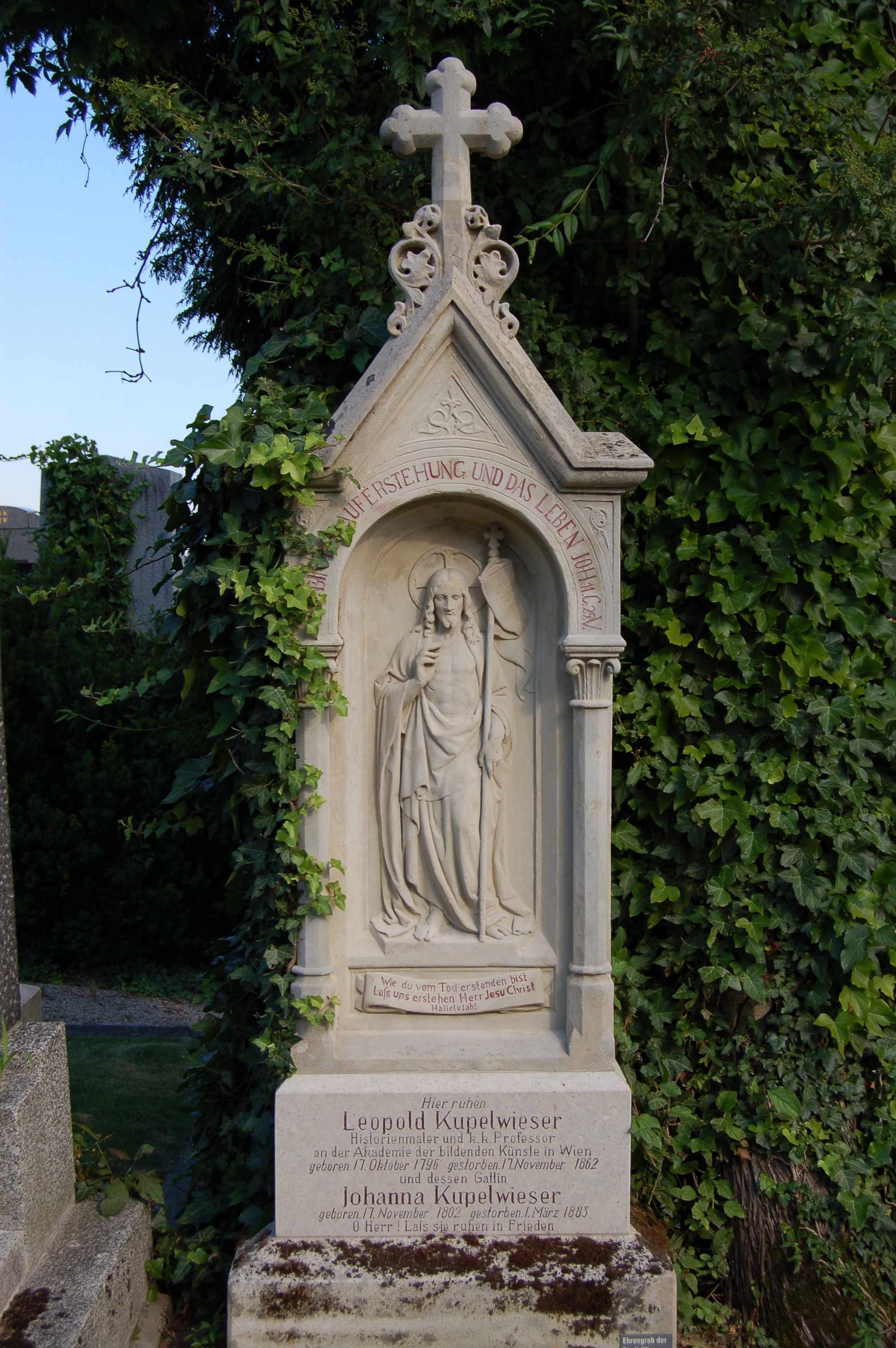
Grabmal von Leopold Kupelwieser auf dem Grinzinger Friedhof

Leopold Kupelwieser (* 17. Oktober 1796 in Markt Piesting; † 17. November 1862 in Wien) war ein österreichischer Maler.

## Leben
Leopold Kupelwieser war der Sohn von Johann Baptist Georg Kilian Kupelwieser (1760–1813), Miteigentümer einer 1775 im niederösterreichischen Markt Piesting gegründeten Blechgeschirrfabrik, und dessen Frau Maria Josepha Judith, geborener Gspan (1767–1831). Nachdem sein Talent bereits früh von Franz Anton von Zauner erkannt worden war, erhielt Leopold Kupelwieser schon ab dem Jahr 1809 im Alter von 12 Jahren Unterricht an der Wiener Akademie.
Zunächst Anhänger des Wiener Klassizismus wurde er im Zuge eines Aufenthaltes in Rom im Jahr 1824 von den Nazarenern um Friedrich Overbeck beeinflusst. Nach dem Tod des russischen Adligen Alexander Beresin, in dessen Auftrag er Illustrationen angefertigt hatte, kehrte er nach Wien zurück und etablierte sich als Porträt- und Historienmaler. Kupelwieser beschäftigte sich aber ebenso mit Gebrauchsmalerei, so war er zum Beispiel für seine Ladenschilder bekannt.
Er war Mitglied des Freundeskreises um Franz Schubert, den „Schubertianern“, die sich im Sommer häufig im Schloss Atzenbrugg aufhielten. Von diesem Freundeskreis schuf er einige Bildnisse, darunter Franz Schubert, Franz Joseph Vinzenz von Bruchmann, Moritz von Schwind und Franz von Schober. Am 17. September 1826 heiratete er die am 26. Dezember 1803 geborene Maria Johanna Evangelista Augustina Stephania Theodora Lutz. Zu diesem Anlass widmete ihm Schubert den „Kupelwieser-Walzer“, der „in der Familie Kuppelwieser[sic!] durch Überlieferung erhalten“ wurde, bis er durch Richard Strauss als Gast im Hause Mautner-Markhof aufgezeichnet wurde. Leopold hatte zahlreiche Kinder, von denen acht das Erwachsenenalter erreichten. 1831 war er Korrektor und ab 1836 Professor für Historienmalerei an der Wiener Akademie und beschäftigte sich zunehmend mit religiösen Motiven und Freskenmalerei. Dort gehörten Adam Brenner und Franz Pönninger zu seinen Schülern.
1841 wurde der Sohn Carl Kupelwieser, der Onkel des späteren Philosophen Ludwig Wittgenstein, und 1842 der Sohn Paul Kupelwieser, ein späterer Industrieller, geboren (drei weitere Söhne hatten ähnliche Stellungen wie Paul). 1850 wurde Kupelwieser das Ritterkreuz des Franz-Joseph-Ordens verliehen. 1850 bis 1852 war er Professor der Vorbereitungsschule und 1852 bis 1862 Leiter einer Meisterschule für Malerei. Leopold Kupelwieser lebte ab 1840 eine Zeitlang im Schönbornpalais in der Rotenturmstraße. Er starb im Haus Stadt 646 („Zur Großen Gans“, heute Rabensteig 2) an Entkräftung und wurde am 19. November 1862 im Allgemeinen Währinger Friedhof beerdigt. Am 30. März 1883 wurden seine Überreste exhumiert und in einem ehrenhalber gewidmeten Grab auf dem Grinzinger Friedhof (Gruppe 6, Reihe 5, Nummer 2) in Wien wiederbestattet.
Auch Kupelwiesers älterer Bruder, der Theaterdichter Josef Kupelwieser gehörte dem Kreis um Franz Schubert an; er dichtete für Schubert 1823 das Libretto zu Fierrabras. Zu Leopold Kupelwiesers namhaftesten Nachfahren zählen die Malerin Ida Kupelwieser (1870–1927), eine Schülerin Hugo Charlemonts, die mit Maximilian Lenz (1860–1948) verheiratet war, Marie Anna Mautner-Markhof („Pussi“, 1900–1990), der Bildhauer Hans Kupelwieser und Virgil Widrich.

## Leistung

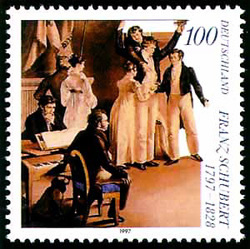
Sondermarke der Bundesrepublik Deutschland des Jahres 1997 zum 200. Geburtstag von Franz Schubert. Entwurf: Peter Nitzsche nach dem Aquarell von Kupelwieser Der Sündenfall (Ausschnitt)– Charade der Schubertianer in Atzenbrugg

Der Sündenfall, 1821, Aquarell, Wien Museum, Wien

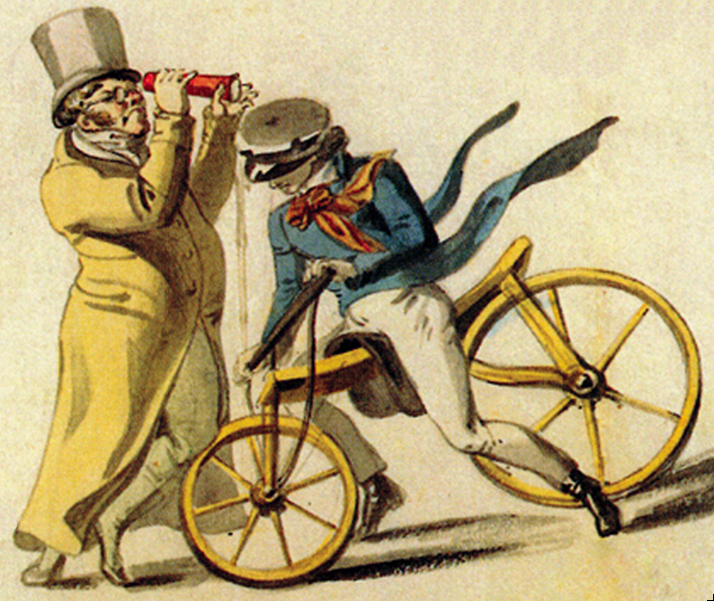
Das Kaleidoskop und die Draisine, Leopold Kupelwiesers Karikatur von sich selbst und Franz Schubert (Archiv des menschlichen Unsinns, 16. Juli 1818).

Leopold Kupelwieser ist heute noch bekannt durch seine Bilder, die er von Franz Schubert und dessen Freundeskreis anfertigte. Seine Hauptwerke sind religiöse Altarbilder und Fresken, die er für Kirchen in Wien und im gesamten Bereich der Monarchie schuf. Ab den 40er Jahren des 19. Jahrhunderts nahm die Monumentalmalerei eine immer bedeutendere Stellung in seinem Werk ein. Kupelwieser gehörte der Schule der Nazarener an und ist zusammen mit Joseph von Führich der Hauptvertreter der religiösen romantischen Malerei in Wien.

## Ehrungen
1894 wurde die Kupelwiesergasse in Wien nach dem Künstler benannt. Zu seinem 200. Geburtstag 1996 brachte die österreichische Post eine Sonderbriefmarke zu seinen Ehren heraus.
Leopold Kupelwieser ist eine der Figuren (eine Basspartie) in dem Singspiel Das Dreimäderlhaus (1916) von Heinrich Berté nach dem Roman Schwammerl von Rudolf Hans Bartsch.

## Werke (Auszug)
- Kaiser Franz II. (I.) im Krönungsornat (Wien, Heeresgeschichtliches Museum), Öl auf Leinwand, 65,5 × 46,5 cm[9]
- Erzherzog Franz Carl (Linz, Oberösterreichisches Landesmuseum)
- Der Schubertsänger Johann Michael Vogl (Linz, Oberösterreichisches Landesmuseum)
- Porträt der Frau Adler (St. Pölten, Niederösterreichisches Landesmuseum, Inv. Nr. 563), 1817, Öl auf Leinwand, 68,6 × 56 cm
- Porträt des Komponisten Johann Georg Albrechtsberger
- Landpartie der Schubertianer von Atzenbrugg nach Aumühl (Wien Museum), 1820, Aquarell
- Die heiligen Drei Könige (Wien, Österreichische Galerie Belvedere, Inv. Nr. 3768), 1825, Öl auf Holz
- Dame in blauem Kleid (Wien, Österreichische Galerie Belvedere), 1827, Öl auf Leinwand, 69 × 55 cm
- Josef Mayer Freiherr von und zu Gravenegg (Wien, Österreichische Galerie Belvedere), 1827, Öl auf Leinwand, 79 × 63 cm
- Der heilige Leopold (Klosterneuburg, Stiftsmuseum, Inv. Nr. OG 200), um 1832, Aquarell-Miniatur, 1,3 × 0,8 cm
- Kreuzigung Christi (Wien, Pfarrkirche Lichtental), 1832, Seitenaltarbild
- Hl. Joseph (Wien, Kapelle der Confraternität), 1835
- Maria Immaculata (Wien, Peterskirche), 1836
- Kaiser Franz I. von Österreich (Franzensburg, Laxenburg), 1834, Öl auf Leinwand
- Mariahilf Aufsatzbild des Hochaltares in der Pfarrkirche Hausbrunn, 1838
- Maria als Königin des Rosenkranzes (Wien, Dominikanerkirche), 1839, Hochaltarbild
- Herz Jesu (Wien, Peterskirche), 1840
- Der heilige Joseph mit dem Jesukinde (Chicago, The Art Institute, Inv. 1982.1670), 1840, Öl auf Kupfer
- Heilige Familie (Wien, Pfarrkirche Lichtental), 1841, Seitenaltarbild
- Marter des hl. Veit Pfarrkirche Hausbrunn, 1841, Hochaltarbild
- Familienporträt von Franz Xaver Lössl, 1841[10]
- Maria mit Kind (Kopenhagen, Domkirche St. Ansgar), 1844, Seitenaltarbild, Öl auf Leinwand, 172 × 95 cm
- Glorie des hl. Johannes Nepomuk (Wien, Johannes Nepomuk Kirche), 1841–44, Fresko
- Hl. Rupert (Miesenbach, Pfarrkirche St. Rupert), 1847, ehemaliges Hochaltarbild
- Mariä Himmelfahrt (Fünfkirchen, Ehemalige Abteikirche der Schwestern unserer lieben Frau), 1851, Öl auf Leinwand
- Heiliger Stephan (Retz, Stadtpfarrkirche St. Stephan), 1852, Hochaltarbild
- Fresken Engelsturz im linken Seitenschiff, Weltgericht im rechten Seitenschiff, Zyklus 8 Seligkeiten im Kuppeloktogon und Querschiff und Fresken an den Stirnseiten des Querschiffs (Wien, Altlerchenfelder Pfarrkirche), 1855–58
- Heilige Familie mit Stephanus und Leopold (Wien, Dom- und Diözesanmuseum), 1856
- Heilige Familie, wandernd (Wien, Dom- und Diözesanmuseum), 1859
- Einsetzung des Rosenkranzfestes durch Papst Gregor XIII. (Wien, Augustinerkirche), Hochaltarbild
- Maria Immaculata (Esztergom, Keresztény Múzeum, Inv. Nr. 59.935), Öl auf Leinwand, 87 × 56 cm
- Mariä Himmelfahrt (Esztergom, Keresztény Múzeum, Inv. Nr. 4414), Aquarell auf Papier, 9 × 4,4 cm